# Boulevard Anspach
 (février 2017).
Si vous disposez d'ouvrages ou d'articles de référence ou si vous connaissez des sites web de qualité traitant du thème abordé ici, merci de compléter l'article en donnant les références utiles à sa vérifiabilité et en les liant à la section « Notes et références ».
Pour les articles homonymes, voir Anspach.
Le boulevard Anspach (en néerlandais : Anspachlaan) est un boulevard central à Bruxelles entre la place de Brouckère et la place Fontainas. Il porte le nom d'un ancien bourgmestre de la ville de Bruxelles, Jules Anspach (1829-1879). Le palais de la Bourse de Bruxelles se trouve sur le dit boulevard.
Le boulevard Anspach est l'artère bruxelloise la plus connue de la capitale. L'assiette du boulevard repose sur le voûtement de la Senne construit entre 1868 et 1871, tracé sur l'ancien lit de cette rivière. Avant 1879, le boulevard était nommé « boulevard Central ».

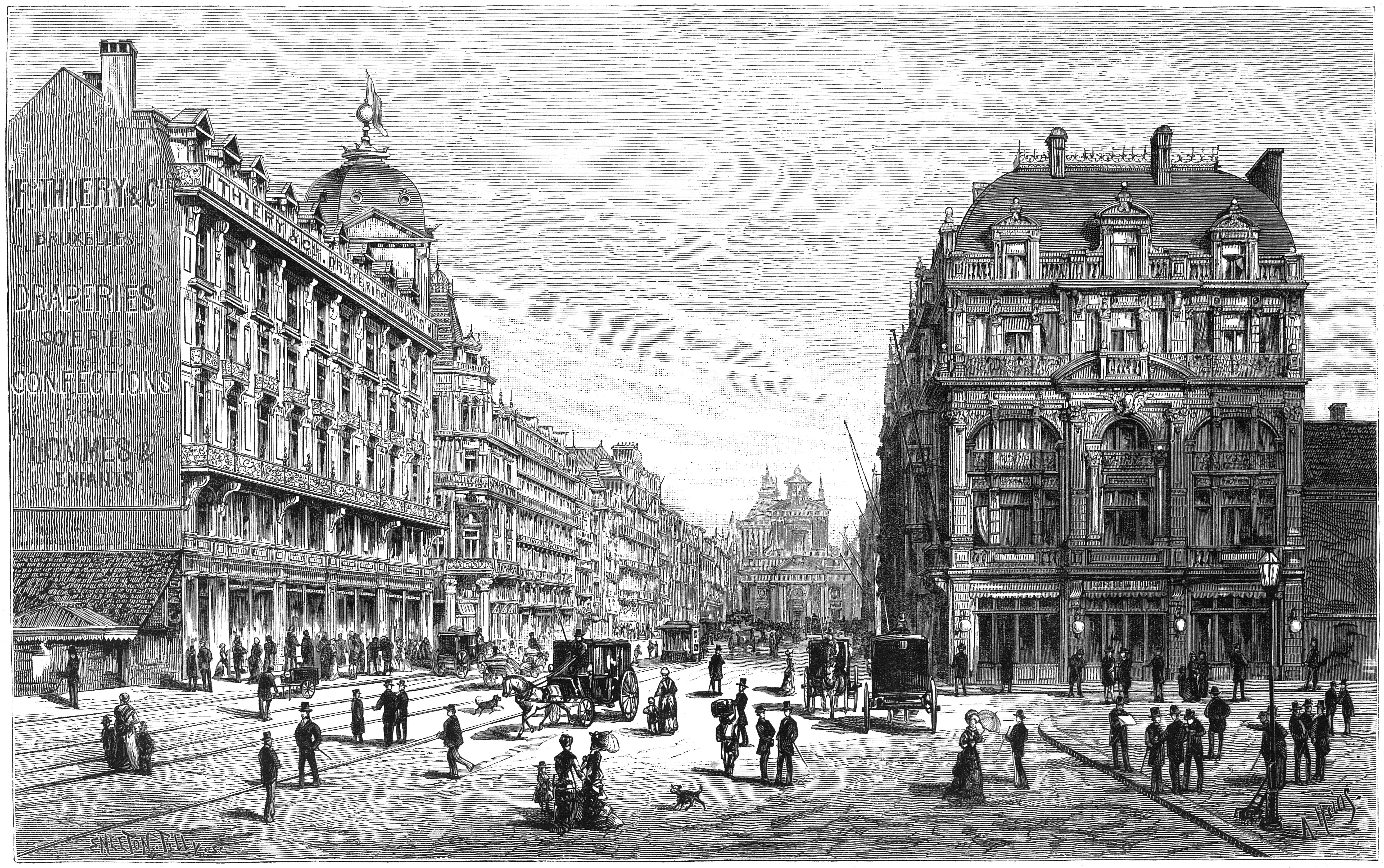
Le boulevard en 1880 (gravure de L'Illustration nationale).

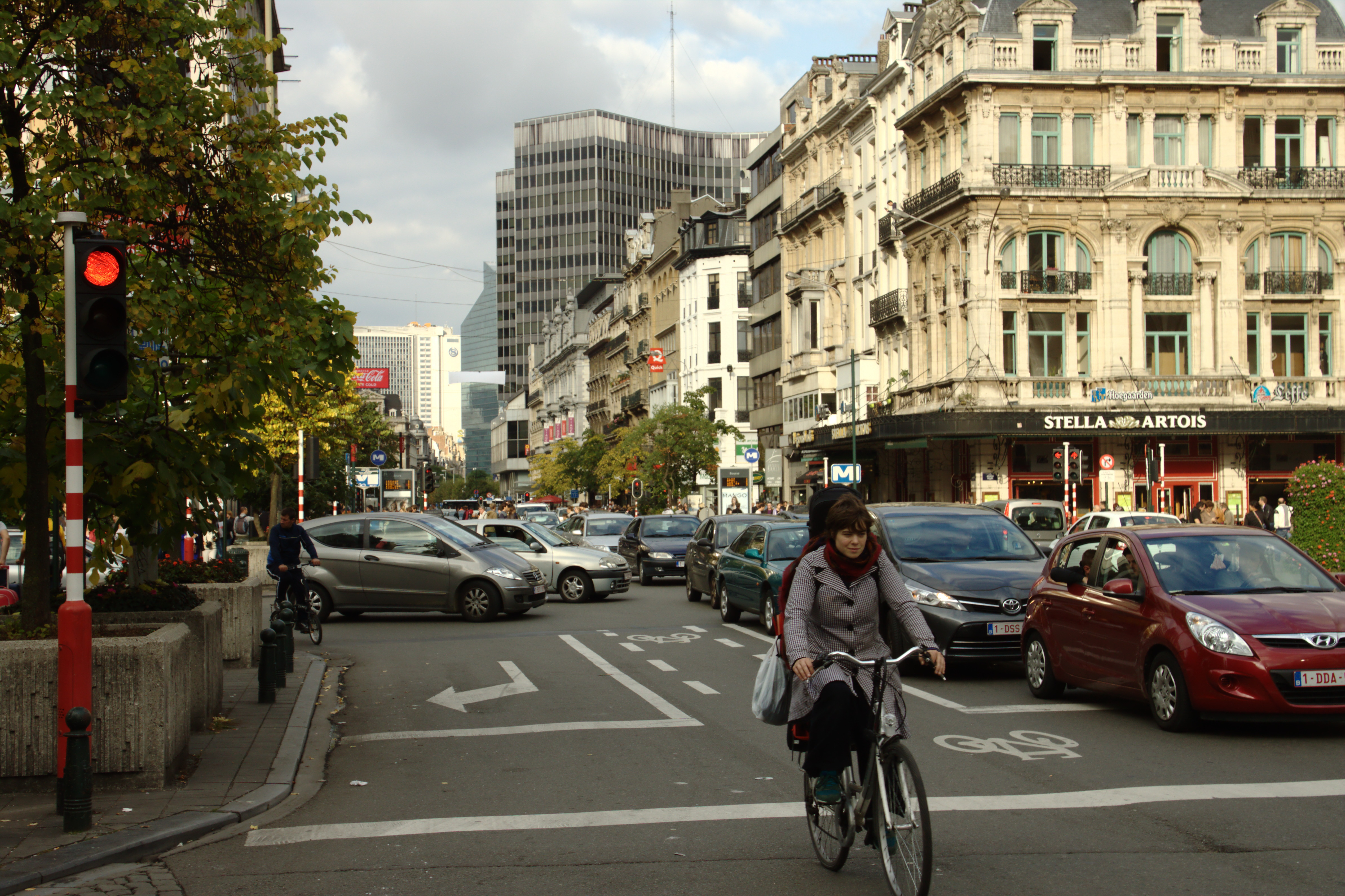
Avant l'instauration du piétonnier.

## Bâtiments remarquables
- no 56-58 : immeuble construit en 1939 par l'architecte Adrien Blomme pour les brasseries Wielemans-Ceuppens. Il abritait jadis le célèbre café Aux armes des brasseurs.
- no 59-61 : immeuble conçu en 1872 par Gérard Bordiau, orné de cariatides du sculpteur Julien Dillens.
- no 85 : Ancien cinéma Pathé Palace, œuvre de l'architecte Paul Hamesse.

## Voiries avoisinantes
- place Anneessens
- boulevard Maurice Lemonnier
- passage du Travail
- rue des Bogards
- rue de Tournai
- place Fontainas
- rue de la Fontaine
- rue de la Verdure
- rue Philippe de Champagne
- rue Vanderweyden
- rue des Foulons
- rue de Woeringen
- rue de Soignies
- boulevard du Midi

Le boulevard est desservi par les stations de prémétro Anneessens, De Brouckère et Bourse.